# Ястребцы
Ястребцы́ (до 1948 года Тогунчи́; укр. Яструбці, крымскотат. Toğunçı, Тогъунчы) — село в Джанкойском районе Республики Крым, входит в состав Ярковского сельского поселения (согласно административно-территориальному делению Украины — Ярковского сельского совета Автономной Республики Крым).

## Население
| 2001 | 2014 |
| ---- | ---- |
| 322  | ↘240 |

Всеукраинская перепись 2001 года показала следующее распределение по носителям языка
| Язык             | Процент |
| ---------------- | ------- |
| русский          | 76.71   |
| крымскотатарский | 16.15   |
| украинский       | 6.52    |
| другие           | 0.31    |

### Динамика численности
| - 1805 год — 44 чел. - 1900 год — 35 чел. - 1915 год — 0/39 чел. - 1926 год — 10 чел. - 1939 год — 104 чел. | - 1989 год — 311 чел. - 2001 год — 322 чел. - 2009 год — 296 чел. - 2014 год — 240 чел. |

## Современное состояние
На 2017 год в Ястребцах числится 2 улицы — Садовая и Школьная; на 2009 год, по данным сельсовета, село занимало площадь 54,4 гектара на которой, в 102 дворах, проживало 296 человек. В селе действуют сельский клуб

## География
Ястребцы — село на юго-западе района, в степном Крыму, высота центра села над уровнем моря — 35 м. Соседние сёла: Крымка в 2,5 км на север, Яркое в 2,5 км на северо-восток и Вишняковка Красногвардейского района в 4,7 км на юг. Расстояние до райцентра — около 20 километров (по шоссе), там же ближайшая железнодорожная станция. Транспортное сообщение осуществляется по региональной автодороге 35Н-172 Днепровка — Роскошное (по украинской классификации — С-0-10448).

## История
Первое документальное упоминание села встречается в Камеральном Описании Крыма… 1784 года, судя по которому, в последний период Крымского ханства Тогунчу бочала входил в Бочалатский кадылык Карасубазарского каймаканства. После присоединения Крыма к России (8) 19 апреля 1783 года, (8) 19 февраля 1784 года, именным указом Екатерины II сенату, на территории бывшего Крымского Ханства была образована Таврическая область и деревня была приписана к Перекопскому уезду. После Павловских реформ, с 1796 по 1802 год, входила в Перекопский уезд Новороссийской губернии. По новому административному делению, после создания 8 (20) октября 1802 года Таврической губернии, Тогунчи был включён в состав Бозгозской волости Перекопского уезда.
По Ведомости о всех селениях в Перекопском уезде состоящих с показанием в которой волости сколько числом дворов и душ… от 21 октября 1805 года, в деревне Тугунча числилось 8 дворов и 44 жителя, исключительно крымских татар. В дальнейшем, видимо, вследствие эмиграции крымских татар в Турцию, деревня опустела и на военно-топографической карте генерал-майора Мухина 1817 года деревня Тегончу обозначена пустующей. После реформы волостного деления 1829 года Тогунчи, согласно «Ведомости о казённых волостях Таврической губернии 1829 года» отнесли к Эльвигазанской волости — в ведомость были включены только жилые селения. На карте 1836 года в деревне 8 дворов, а на карте 1842 года Тогунчи обозначена условным знаком «малая деревня», то есть, менее 5 дворов.
В 1860-х годах, после земской реформы Александра II, деревню включили в состав Бурлак-Таминской волости. Но уже в «Списке населённых мест Таврической губернии по сведениям 1864 года», составленном по результатам VIII ревизии 1864 года, селение на записано, но, по обследованиям профессора А. Н. Козловского начала 1860-х годов, вода в колодцах деревни была пресная, а их глубина колебалась от 8 до 10 саженей (16—21 м). На трёхверстовой карте Шуберта 1865—1876 года Тогунчи обозначено без указания числа дворов. Согласно же «Памятной книжке Таврической губернии за 1867 год», деревня стояла покинутая, ввиду эмиграции крымских татар, особенно массовой после Крымской войны 1853—1856 годов, в Турцию.
После земской реформы 1890 года Тогунчи отнесли к Богемской волости. Вероятно, в эти годы на месте старой Тогунчи крымским немцем Кайзером был основан одноимённый хутор.
В «…Памятной книжке Таврической губернии на 1892 год» в сведениях о Богемской волости никаких данных о поселении, кроме названия, не приведено. По «…Памятной книжке Таврической губернии на 1900 год» на хуторе Тогунчи числилось 35 жителей в 1 дворе. По Статистическому справочнику Таврической губернии. Ч.II-я. Статистический очерк, выпуск пятый Перекопский уезд, 1915 год, в деревне Тогунчи (Лютца) Богемской волости Перекопского уезда числился 1 двор с 39 «посторонними» жителями, без указания национальностей, из которых 33 мужчины и 6 женщин. При деревнехуторе числилось 2200 десятинами  земли. В хозяйствах имелось 30 лошадей, 152 вола, 2 коровы и 8 голов мелкого скота.
После установления в Крыму Советской власти, по постановлению Крымревкома от 8 января 1921 года № 206 «Об изменении административных границ» была упразднена волостная система и в составе Джанкойского уезда был создан Джанкойский район. Есть сведения, что с 1 января 1922 года село, как отделение, входило в состав совхоза «Семенной» (по другим данным совхоз назывался «Бий-Су-Ковче», а «Семенной» создан после войны). В 1922 году уезды преобразовали в округа. 11 октября 1923 года, согласно постановлению ВЦИК, в административное деление Крымской АССР были внесены изменения, в результате которых округа были ликвидированы, основной административной единицей стал Джанкойский район и село включили в его состав. Согласно Списку населённых пунктов Крымской АССР по Всесоюзной переписи 17 декабря 1926 года, в хуторе Тогунчи, Марьинского сельсовета Джанкойского района, числилось 5 дворов, население составляло 10 человек, все русские. По данным всесоюзной переписи населения 1939 года в селе проживало 104 человека.
Вскоре после начала Великой Отечественной войны, 18 августа 1941 года крымские немцы были выселены, сначала в Ставропольский край, а затем в Сибирь и северный Казахстан.
После освобождения Крыма от фашистов в апреле, 12 августа 1944 года было принято постановление № ГОКО-6372с «О переселении колхозников в районы Крыма» и в сентябре 1944 года в район приехали первые новоселы (27 семей) из Каменец-Подольской и Киевской областей, а в начале 1950-х годов последовала вторая волна переселенцев из различных областей Украины. С 25 июня 1946 года Тогунчи в составе Крымской области РСФСР.
Указом Президиума Верховного Совета РСФСР от 18 мая 1948 года, Тогунчи переименовали в Ястребцы. 26 апреля 1954 года Крымская область была передана из состава РСФСР в состав УССР. Время включения в Роскошненский сельсовет пока не установлено: на 15 июня 1960 года село уже числилось в его составе. В 1967 году на базе 3-го отделения совхоза «Семенной» создан совхоз «Яркий» (в который вошли и Ястребцы), в 1975 году переименованный в «Прогресс», с того же года село в составе Ярковского сельсовета. По данным переписи 1989 года в селе проживало 311 человек. С 12 февраля 1991 года село в восстановленной Крымской АССР, 26 февраля 1992 года переименованной в Автономную Республику Крым. С 21 марта 2014 года в составе Крыма аннексировано Россией.